# Dmitri Kruglov
Dmitri Kruglov (Tapa, Estonia, 24 de mayo de 1984) es un futbolista estonio que juega de lateral izquierdo en el FC Infonet Tallinn.

## Selección nacional
El 13 de octubre de 2004 debutó con la selección de Estonia en un partido de la Clasificación Mundial 2006 contra la selección de Letonia en el que disputó 7 minutos en el empate 2-2.
El 12 de noviembre de 2005 marcó su primera anotación contra Finlandia en un partido amistoso al minuto 62, el encuentro terminó en empate 2-2.
El 29 de mayo de 2016 contabilizó su participación número 100 con Estonia ante la selección de Lituania por la Copa Báltica 2016, el encuentro finalizó en derrota 2-0.

#### Participaciones en eliminatorias
| Eliminatoria               | Sede      | Resultado | Partidos | Goles |
| -------------------------- | --------- | --------- | -------- | ----- |
| Clasificación Mundial 2006 | Alemania  | Eliminado | 9        | 0     |
| Clasificación Mundial 2010 | Sudáfrica | Eliminado | 8        | 0     |
| Clasificación Mundial 2014 | Brasil    | Eliminado | 7        | 0     |
| Clasificación Mundial 2018 | Rusia     | Eliminado | 4        | 0     |

## Estadísticas

### Clubes
| Club                     | País       | Año        |
| ------------------------ | ---------- | ---------- |
| Tallinna Jalgpalli Klubi | Estonia    | 2000-20001 |
| HÜJK Emmaste             | Estonia    | 2001       |
| Tallinna Jalgpalli Klubi | Estonia    | 2002       |
| FC M.C. Tallinn          | Estonia    | 2003       |
| FCI Levadia Tallinn      | Estonia    | 2003-2005  |
| FC Lokomotiv Moscú       | Rusia      | 2005-2008  |
| FC Kubán Krasnodar       | Rusia      | 2006       |
| FC Torpedo Moscú         | Rusia      | 2007       |
| Neftchi Baku PFK         | Azerbaiyán | 2008-2010  |
| Inter Baku PIK           | Azerbaiyán | 2010-2011  |
| FK Rostov                | Rusia      | 2011-2013  |
| FCI Levadia Tallinn      | Estonia    | 2013-2014  |
| Ravan Baku FK            | Azerbaiyán | 2014       |
| FCI Levadia Tallinn      | Estonia    | 2014-2015  |
| FC Infonet Tallinn       | Estonia    | 2016-2017  |
| FCI Levadia Tallinn      | Estonia    | 2018-2020  |
| Maardu FC Starbunker     | Estonia    | 2021-2022  |
| FC Infonet Tallinn       | Estonia    | 2022-Act.  |

### Selección de Estonia
Actualizado al último partido jugado el 26 de marzo de 2019.
| Absoluta Estonia        |    |   |   |    |   |   |    |   |   |     |   |   |
| 2004                    | 2  | 0 | 0 | -  | - | - | 2  | 0 | 0 | 4   | 0 | 0 |
| 2005                    | 7  | 0 | 0 | -  | - | - | 5  | 1 | 0 | 12  | 1 | 0 |
| 2006                    | -  | - | - | 3  | 0 | 0 | 2  | 0 | 1 | 5   | 0 | 1 |
| 2007                    | -  | - | - | 9  | 0 | 1 | 2  | 0 | 0 | 11  | 0 | 1 |
| 2008                    | 4  | 0 | 0 | -  | - | - | 2  | 0 | 0 | 6   | 0 | 0 |
| 2009                    | 4  | 0 | 2 | -  | - | - | 6  | 0 | 0 | 10  | 0 | 2 |
| 2010                    | -  | - | - | 4  | 0 | 0 | 6  | 0 | 0 | 10  | 0 | 0 |
| 2011                    | -  | - | - | 8  | 0 | 1 | 6  | 0 | 0 | 14  | 0 | 1 |
| 2012                    | 3  | 0 | 0 | -  | - | - | 6  | 0 | 0 | 9   | 0 | 0 |
| 2013                    | 4  | 0 | 0 | -  | - | - | 6  | 1 | 1 | 10  | 1 | 1 |
| 2014                    | -  | - | - | 2  | 0 | 0 | 3  | 1 | 0 | 5   | 1 | 0 |
| 2015                    | -  | - | - | 2  | 0 | 0 | 2  | 0 | 0 | 4   | 0 | 0 |
| 2016                    | 2  | 0 | 1 | -  | - | - | 5  | 1 | 1 | 7   | 1 | 2 |
| 2017                    | 2  | 0 | 0 | -  | - | - | 1  | 0 | 0 | 3   | 0 | 0 |
| 2018                    | -  | - | - | -  | - | - | 5  | 0 | 1 | 5   | 0 | 1 |
| 2019                    | -  | - | - | -  | - | - | 1  | 0 | 0 | 1   | 0 | 0 |
| Total                   | 28 | 0 | 3 | 28 | 0 | 2 | 60 | 4 | 4 | 116 | 4 | 8 |
| 1. Fuente:Transfermarkt |    |   |   |    |   |   |    |   |   |     |   |   |

## Palmarés

### Títulos nacionales
| Título               | Equipo               | País    | Año  |
| -------------------- | -------------------- | ------- | ---- |
| Meistriliiga         | FCI Levadia Tallinn  | Estonia | 2004 |
| Copa de Estonia      | FCI Levadia Tallinn  | Estonia | 2004 |
| Copa de Estonia      | FCI Levadia Tallinn  | Estonia | 2005 |
| Meistriliiga         | FCI Levadia Tallinn  | Estonia | 2013 |
| Meistriliiga         | FCI Levadia Tallinn  | Estonia | 2014 |
| Meistriliiga         | FC Infonet Tallinn   | Estonia | 2016 |
| Copa de Estonia      | FC Infonet Tallinn   | Estonia | 2017 |
| Supercopa de Estonia | FC Infonet Tallinn   | Estonia | 2017 |
| Supercopa de Estonia | FCI Levadia Tallinn  | Estonia | 2018 |
| Esiliiga             | Maardu FC Starbunker | Estonia | 2021 |
| Meistriliiga         | FCI Levadia Tallinn  | Estonia | 2021 |